# La Mélancolie de Haruhi Suzumiya
Autre
Haruhi Suzumiya (涼宮ハルヒ, Suzumiya Haruhi) est le titre général d'une série de light novels écrite par Nagaru Tanigawa et illustrée par Noizi Ito. Le premier tome de la série, La Mélancolie de Haruhi Suzumiya, est publié en juin 2003 par Kadokawa Shoten, et treize tomes sont commercialisés en novembre 2024.
Une adaptation en manga dessinée par Gaku Tsugano est publiée entre 2005 et 2013 dans le magazine  Shōnen Ace, et compilé en 20 tomes par Kadokawa Shoten. La version française est publiée par Pika Édition. Plusieurs mangas dérivés sont également publiés.
Une adaptation en une série d'animation produite par le studio Kyoto Animation est diffusée entre avril et juillet 2006, puis est rediffusée entre avril et septembre 2009 avec de nouveaux épisodes. En France, l'anime est diffusé sur la chaîne KZTV et sur Nolife version originale sous-titrée français lors des fêtes de fin d'année 2010. Un film d'animation, La Disparition de Haruhi Suzumiya, est sorti en 2010.

## Synopsis
Haruhi Suzumiya est une lycéenne excentrique dont le seul but dans la vie est de rencontrer des personnes de type paranormal telles que des extraterrestres, des voyageurs dans le temps ou des médiums. Les phénomènes surnaturels, étranges ou mystérieux l'attirent, et inversement les gens normaux l'indiffèrent.
Kyon est, quant à lui, un jeune lycéen devenu terre à terre après avoir réalisé que toutes ces occurrences paranormales n'existent pas.
Les deux personnages se retrouvent dans la même classe et deviennent amis malgré leurs différences. Sous l'impulsion d'Haruhi, ils créent un club, la brigade SOS, dont la finalité plus ou moins secrète est l'étude des phénomènes surnaturels. Kyon suit, malgré lui, Haruhi dans toutes ses fantaisies, d'abord seul, puis accompagné de trois autres camarades de lycée embrigadés par Haruhi. Très vite, il s'avère que les trois recrues ne sont pas là par hasard, et auront chacun leur rôle à jouer dans l'intrigue de l'histoire.

## Personnages

### Kyon
Voix japonaise : Tomokazu Sugita, voix française : Olivier Lambert (1re voix, Saison 1) Emmanuel Rausenberger (2e voix, Saison 2)
Kyon (キョン) est le protagoniste de la série. Bien que le titre de la série incite à penser que Haruhi Suzumiya en est le personnage principal, l'histoire est racontée du point de vue de Kyon, il en est le narrateur. Il est l'un des compagnons masculins d'Haruhi, il est décrit comme cynique et sarcastique, et est aussi la seule voix de raison de leur relation dynamique. Il est également le seul humain sans caractéristique surnaturel dans la brigade SOS.
Kyon n’est pas son vrai nom. Initialement, c’est sa grand-mère qui a commencé à lui attribuer ce surnom. Suivi de sa petite soeur qui n’a fait que renforcer cette tendance au sein de son entourage (amis, famille). L’oeuvre ne dévoile pas son véritable nom. Kyon utilise également le pseudonyme de John Smith pour dissimuler  son identité face à Haruhi Suzumiya à plusieurs reprises (notamment dans la saison 2, épisode 1 ou aussi dans le film La Disparition de Haruhi Suzumiya).

### Haruhi Suzumiya
Voix japonaise : Aya Hirano, voix française : Chantal Macé
Haruhi Suzumiya (涼宮 ハルヒ, Suzumiya Haruhi) est une fille brune aux yeux bruns en première année de lycée. Elle est également l'héroïne de la série.
Elle est décrite par ses camarades de classe comme excentrique, belle et explosive. Elle est très sportive, et on mentionne ses notes comme « meilleures que les autres ». Sa vie sociale est par contre inexistante, elle rejette tout papotage et est vue par ses camarades de classe comme une folle. Elle semble uniquement intéressée par les extraterrestres, les gens dotés de pouvoirs surnaturels, les voyageurs du temps et les voyageurs interdimensionnels. Elle n'a apparemment aucun intérêt pour les humains normaux. Pour ce qui est des garçons, elle ne refuse aucun rendez-vous, mais semble se défaire de son compagnon dans les cinq minutes qui suivent, en citant des raisons comme « les rendez-vous sont répétitifs » ou « le mec était stupide ». Elle considère en effet les garçons comme des légumes et n'hésite pas à se changer pour les cours de sport alors qu'ils sont encore dans la classe (les élèves doivent se changer dans des vestiaires séparés pour les deux sexes).
Haruhi est la fondatrice du club « La Brigade de Haruhi Suzumiya pour offrir au monde des sensations fortes », abrégé en Brigade SOS (SOS団 Sekai wo Oini moriagerutame no Suzumiya Haruhi no Dan). Le club est composé de cinq membres : Haruhi, Kyon, Mikuru, Yuki, et Itsuki.
Le but de ce club est « d'apporter plus d'excitation dans le monde », et la seule contribution connue que la Brigade SOS a produite est un film pour le festival culturel du lycée intitulé Episode 00 : Les Aventures de Mikuru Asahina, avec Mikuru, Yuki et Itsuki en personnages principaux, filmé par Kyon et réalisé par Haruhi.
La grande intrigue du personnage est que, sous ses apparences d'élève modèle, Haruhi possède des dons surnaturels. L'oeuvre ne dévoile jamais explicitement ceux-ci. Nous l'apprenons par les autres membres la brigade qui sont présents afin de pouvoir surveiller Haruhi, à l'exception de Kyon, qui lui est le seul humain dépourvu de pouvoir. Les personnages ne savent pas si Suzumiya est humaine, extraterrestre, ou encore une déesse. Qui plus est que, nous spectateurs, ne pouvons rien affirmer, car les points de vue entre Yuki, Mikuru, et Itsuki divergent sur la question : Qui est Haruhi Suzumiya ? En revanche, tous trois sont en accords sur le fait que Suzumiya n'a pas conscience qu'elle détend des pouvoirs. Celle-ci est convaincu qu'elle est humaine et que le monde dans lequel elle vit est ,à proprement parler, normal. En tant que spectateur, nous savons, ou on nous laisse croire qu'elle utilise ses aptitudes inconsciemment[réf. nécessaire].

### Yuki Nagato
Voix japonaise : Minori Chihara, voix française : Laëtitia Godès
Yuki Nagato (長門　有希, Nagato Yuki)) était à l'origine la seule membre restante avec des cheveux violets et des yeux bruns du club de littérature, mais devint ensuite membre de la Brigade SOS lorsque Haruhi prit de force la salle utilisée par le club. On la voit lire La Chute d'Hypérion, le second livre de la tétralogie de science-fiction Les Cantos d'Hypérion par Dan Simmons.
Yuki n'est en fait pas humaine, mais est une « interface humanoïde » envoyée par un groupe d'entités psychiques de données pour enquêter sur la cause de « l'explosion de l'information » d'il y a trois ans, événement qui a de loin dépassé tout ce qu'ils ont pu observer jusqu'ici.
Elle portait des lunettes, mais a oublié de les rematérialiser à la suite du combat avec Ryōko Asakura dans une sorte de dimension parallèle, au plaisir de Kyon qui la préfère sans. Elle s'est par ailleurs prise d'un intérêt certain pour l'informatique après avoir dû hacker un jeu vidéo.
Elle possède un flegme à toute épreuve, et ne semble pas être liée à quoi que ce soit.
Par exemple, lors de l'entrainement au baseball, elle ne bouge le bras que pour attraper les balles qui vont la toucher. Par contre, elle est habile et a de la force physique, comme le montre l'épisode 10, où elle fait du ski nautique en lisant.
C'est la seule membre du club non recrutée par Haruhi.

### Mikuru Asahina
Voix japonaise : Yūko Gotō, voix française : Isabelle Volpe
Mikuru Asahina (朝比奈 みくる, Asahina Mikuru) est la sempai de Haruhi avec des cheveux roux et des yeux bruns. Elle a été « volontairement enlevée » par Haruhi, qui cherchait des membres potentiels pour le club, et a surpris Mikuru en train de rêvasser dans une salle de classe. Mikuru a été forcée de quitter le club de calligraphie et de rejoindre la Brigade SOS.
La principale raison derrière la volonté de Haruhi d'avoir Mikuru en ses rangs est son moe-appeal c'est-à-dire son visage de petite fille un peu loli et sa forte poitrine. Haruhi pense en effet qu'un « personnage loli » comme mascotte doit être parmi eux afin que des choses extraordinaires se produisent.
Le personnage de Mikuru est mignon et elle a une certaine naïveté enfantine quand on la compare au reste du groupe, Haruhi étant la seule autre exception.
La société humaine future a envoyé Mikuru pour enquêter sur la cause de la faille dans le continuum espace-temps, qui les empêche de remonter dans le temps au-delà de ce point.
Kyon rencontre à un moment une Mikuru qui vient d'encore plus loin dans le futur.

### Itsuki Koizumi
Voix japonaise : Daisuke Ono, voix française : Benjamin Pascal
Itsuki Koizumi (古泉 一樹, Koizumi Itsuki) est un mystérieux étudiant qui vient d'arriver à l'école, et qui possède des pouvoirs paranormaux (c'est donc un « esper » : Extra-Sensory Perception usER).
Un membre de l'organisation secrète connu sous le nom de « L'Agence » (« 機関 ») composée d'humains ayant gagné des pouvoirs trois ans auparavant, tente de protéger activement l'humanité en combattant les Célestes (« 神人 », shinjin).
Itsuki a été envoyé pour observer et protéger Haruhi, car certains dans l'Organisation pensent qu'elle est Dieu, qu'elle a créé l'univers, et que celui-ci pourrait être détruit s'il lui arrivait quelque chose ou si elle venait à s'en lasser.
Haruhi a tenu à ce qu'il rejoigne le club à cause de son statut d'étudiant mystérieux venu d'une autre école.

### Ryōko Asakura
Voix japonaise : Natsuko Kuwatani
Ryōko Asakura (朝倉 涼子, Asakura Ryōko) est la déléguée de classe de la 1-5, et s'inquiète du fait que Haruhi ne s'intègre pas au reste de la classe.
Après avoir vu que Kyon arrivait à parler avec Haruhi, elle lui demande d'être un intermédiaire entre Haruhi et le reste de la classe.
Elle est aussi la coéquipière de Yuki, et donc extra-terrestre.
Elle essaiera de tuer Kyon lors de l'épisode 4.
Dans les romans, elle fera diverses apparitions, notamment lors du tome 4.

### Tsuruya
Voix japonaise : Yuki Matsuoka, voix française : Maïa Michaud
Comme d'autres personnages, le prénom de Tsuruya n'est pas connu.
C'est une fille enjouée et dynamique qui aime s'amuser avec tout le monde.
Elle s'entend bien avec la sœur de Kyon, et est très amie avec Mikuru.
Il lui arrive d'avoir des fous rires interminables.
Sa famille est riche, elle possède plusieurs maisons aux quatre coins du Japon.
Elle dispose d'un rôle assez important dans les romans.

### La sœur de Kyon
Voix japonaise : Sayaka Aoki
C'est elle qui a popularisé le surnom de Kyon, après avoir entendu sa tante l'utiliser.
Elle est en CM2, a 11 ans, et un caractère espiègle, joyeuse et pleine de vie.
Elle adore s'occuper du chat de la maison, Shamisen.
Elle admire Mikuru, mais s'amuse avec Haruhi et Tsuruya.
Elle a une amie qui se nomme Miyoko Yoshimura, et qui vient souvent jouer chez elle.

### Taniguchi
Voix japonaise : Minoru Shiraishi
Taniguchi (谷口) est un étudiant de la classe 1-5.
Il est un ami de Kyon, qu'il connait depuis le collège, mais apparaît moins en sa compagnie depuis que ce dernier a rejoint la Brigade SOS.
Il connait également Haruhi depuis cette époque, mais il considère celle-ci comme une folle.
Il veut absolument avoir une petite amie, mais en vain.

### Shamisen
Shamisen est le chat que Kyon a adopté durant l'arc : Les Soupirs de Haruhi Suzumiya. Celui-ci a été trouvé sur le tournage du film Les Aventures de Mikuru Asahina et a eu son moment de gloire quand Kyon et Itsuki ont été forcé de constater que le félin parlait. La cause était que Haruhi souhaitait avoir un chat loquace dans son film. À la suite de cet épisode, Shamisen à fait quelques apparitions de quelques secondes, mais demeurait muet comme une carpe.

## Light novels
Haruhi Suzumiya est une série de light novels écrite par Nagaru Tanigawa avec des illustrations de Noizi Itō, dont La Mélancolie de Suzumiya Haruhi est le premier tome publié par Kadokawa Shoten. Hachette Livre a publié le premier tome en version française.
Un douzième tome, intitulé Suzumiya Haruhi no Chokkan, est annoncé le 31 août 2020 pour une sortie le 25 novembre de la même année. Il comporte les histoires courtes Random Numbers et Seven Wonders Overtime déjà disponible au Japon ainsi qu'une nouvelle histoire inédite, Le défi de Tsuruya. Un treizième tome, intitulé Suzumiya Haruhi no Gekijō, est annoncé le 31 août 2024 pour une sortie le 29 novembre de la même année.
| #  | Titre en français                                | Titre en japonais     | Date de publication      | Édition française |
| -- | ------------------------------------------------ | --------------------- | ------------------------ | ----------------- |
| 1  | La Mélancolie de Haruhi Suzumiya                 | 涼宮ハルヒの憂鬱      | 6 juin 2003              | 19 août 2009      |
| 2  | Les Soupirs de Haruhi Suzumiya                   | 涼宮ハルヒの溜息      | 30 septembre 2003        | -                 |
| 3  | L'Ennui de Haruhi Suzumiya                       | 涼宮ハルヒの退屈      | 27 décembre 2003         | -                 |
| 4  | La Disparition de Haruhi Suzumiya                | 涼宮ハルヒの消失      | 31 juillet 2004          | -                 |
| 5  | Le Saccage de Haruhi Suzumiya                    | 涼宮ハルヒの暴走      | 30 septembre 2004        | -                 |
| 6  | Les Tremblements de Haruhi Suzumiya              | 涼宮ハルヒの動揺      | 31 mars 2005             | -                 |
| 7  | Les Intrigues de Haruhi Suzumiya                 | 涼宮ハルヒの陰謀      | 31 août 2005             | -                 |
| 8  | L'Indignation de Haruhi Suzumiya                 | 涼宮ハルヒの憤慨      | 28 avril 2006            | -                 |
| 9  | La Scission de Haruhi Suzumiya                   | 涼宮ハルヒの分裂      | 31 mars 2007             | -                 |
| 10 | La Surprise de Haruhi Suzumiya (première partie) | 涼宮ハルヒの驚愕 (前) | 25 mai 2011 15 juin 2011 | -                 |
| 11 | La Surprise de Haruhi Suzumiya (seconde partie)  | 涼宮ハルヒの驚愕 (後) | 25 mai 2011 15 juin 2011 | -                 |
| 12 | L'intuition de Haruhi Suzumiya                   | 涼宮ハルヒの直観      | 25 novembre 2020         | -                 |
| 13 | Le théâtre de Haruhi Suzumiya                    | 涼宮ハルヒの劇場      | 29 novembre 2024         | -                 |

Deux courtes histoires, nommées Le Théâtre d'Haruhi (ハルヒ劇場, Haruhi gekijō) acte 1 et acte 2, publiées respectivement en août 2004 et juin 2007, ne sont pas compilées en volumes reliés.

## Manga
La série de light novels a donné lieu à plusieurs adaptations en manga.
La première adaptation, dessinée par Makoto Mizuno, est prépubliée dans le magazine Shōnen Ace entre mai et décembre 2004 mais est interrompue après la parution du premier volume par Kadokawa Shoten. Les raisons de cet arrêt proviendraient de la trop grande différence entre les romans et le manga, de peu d'implication de l'écrivain dans ce dernier et du fait que Makoto Mizuno réalisait dans le même temps des dōjinshi hentai, son créneau habituel jusqu'alors, ce qui dérangea la maison d'édition.
Une seconde adaptation, dessinée par Tsugano Gaku, est publiée en 20 volumes reliés entre avril 2006 et décembre 2013 par Kadokawa Shoten. La version française est éditée par Pika Édition depuis juillet 2009.
Deux mangas parodiques sont également publiés. Le premier, La Mélancolie de Mini-Haruhi dessiné par Puyo, à partir de 2007 dans le magazines Shōnen Ace et The Sneaker ; le premier volume relié est publié le 22 mai 2008 et dix tomes sont commercialisés au 26 mars 2015. Le second, Nyoroon, Mini Churuya ! dessiné par Eretto, est publié entre 2008 et 2009 et compilé en un unique volume relié le 24 septembre 2009.
Un manga dérivé, Nagato Yuki-chan no shōshitsu, également dessiné par Puyo, est publié à partir de juillet 2009 dans le magazine Young Ace. L'histoire se déroule dans une chronologie alternative au quatrième light novel, La Disparition de Haruhi Suzumiya. Le premier volume relié est publié le 2 février 2010 et huit tomes sont commercialisés au 26 mars 2015. Un autre manga dérivé par Puyo, Koizumi Itsuki no inbō, est publié à partir du 18 avril 2012 dans le magazine Altima Ace.

### Liste des volumes
| no | Japonais         | Japonais          | Français          | Français          |
| no | Date de sortie   | ISBN              | Date de sortie    | ISBN              |
| -- | ---------------- | ----------------- | ----------------- | ----------------- |
| 1  | 21 avril 2006    | 978-4-04-713811-7 | 1er juillet 2009  | 978-2-8116-0088-4 |
| 2  | 22 juin 2006     | 978-4-04-713831-5 | 9 septembre 2009  | 978-2-8116-0119-5 |
| 3  | 21 décembre 2006 | 978-4-04-713885-8 | 4 novembre 2009   | 978-2-8116-0150-8 |
| 4  | 22 juin 2007     | 978-4-04-713923-7 | 6 janvier 2010    | 978-2-8116-0213-0 |
| 5  | 24 octobre 2007  | 978-4-04-713981-7 | 17 mars 2010      | 978-2-8116-0242-0 |
| 6  | 22 mai 2008      | 978-4-04-715061-4 | 19 mai 2010       | 978-2-8116-0276-5 |
| 7  | 20 décembre 2008 | 978-4-04-715148-2 | 7 juillet 2010    | 978-2-8116-0309-0 |
| 8  | 24 mars 2009     | 978-4-04-715208-3 | 15 septembre 2010 | 978-2-8116-0341-0 |
| 9  | 22 juillet 2009  | 978-4-04-715269-4 | 19 janvier 2011   | 978-2-8116-0408-0 |
| 10 | 22 octobre 2009  | 978-4-04-715302-8 | 18 mai 2011       | 978-2-8116-0466-0 |
| 11 | 21 avril 2010    | 978-4-04-715429-2 | 14 mars 2012      | 978-2-8116-0641-1 |
| 12 | 22 octobre 2010  | 978-4-04-715544-2 | 17 avril 2013     | 978-2-8116-1044-9 |
| 13 | 23 février 2011  | 978-4-04-715656-2 | 16 avril 2014     | 978-2-8116-1425-6 |
| 14 | 24 mai 2011      | 978-4-04-715698-2 | 18 février 2015   | 978-2-8116-1826-1 |
| 15 | 21 décembre 2011 | 978-4-04-715804-7 | 15 juillet 2015   | 978-2-8116-2329-6 |
| 16 | 17 mars 2012     | 978-4-04-120185-5 | 17 février 2016   | 978-2-8116-2330-2 |
| 17 | 21 novembre 2012 | 978-4-04-120459-7 | 24 août 2016      | 978-2-8116-2331-9 |
| 18 | 19 mars 2013     | 978-4-04-120644-7 | 15 février 2017   | 978-2-8116-2332-6 |
| 19 | 21 juin 2013     | 978-4-04-120741-3 | 23 août 2017      | 978-2-8116-2333-3 |
| 20 | 26 décembre 2013 | 978-4-04-120956-1 | 4 juillet 2018    | 978-2-8116-2334-0 |

## Anime
L'adaptation en anime est réalisée par le studio Kyoto Animation sous la direction d'Hiroshi Yamamoto, et diffusée sur plusieurs chaînes de télévision japonaises du 2 avril 2006 au 2 juillet 2006. Une rediffusion est diffusée du 2 avril 2009 au 10 septembre 2009. Elle est composée de 28 épisodes, dont 14 épisodes inédits qui sont ajoutés aux 14 déjà existants de la première diffusion,.
Deux séries d'original net animation sont également produites. Elles sont basées sur les mangas parodiques La Mélancolie de Mini-Haruhi et Nyoroon, Mini Churuya !. Les épisodes sont diffusés sur Internet du 13 février au 15 mai 2009.
Un film d'animation, La Disparition de Haruhi Suzumiya, est sorti 6 février 2010. Il est centré sur le quatrième tome de la série et disponible à l'import depuis le 18 décembre 2010, date importante dans l'univers de Haruhi.
Le manga dérivé Nagato Yuki-chan no shōshitsu est ensuite adapté en anime en 2015.

### Épisodes
Les épisodes de l'anime ont un système de numérotation inhabituel et la plupart d'entre eux n'ont pas été diffusés dans l'ordre chronologique. Le premier exemple est l'épisode 2, qui est généralement considéré comme le véritable premier épisode.
À la fin de chaque épisode, lors de la présentation de celui qui sera diffusé par la suite, deux numéros sont toujours donnés : le premier par Haruhi, qui numérote les épisodes selon leur ordre chronologique dans l'intrigue, le second par Kyon, corrigeant Haruhi et qui les liste dans l'ordre où ils sont diffusés. Cette manière de diffusé les épisodes est une référence au personnage de Haruhi étant dynamique et instable. Elle oblige le spectateur à être tiré dans tous les sens comme elle le fait avec sa brigade.
Pour les DVD français distribués par KAZÉ, les épisodes sont diffusés dans l'ordre chronologique (mis à part « l'épisode 00 ») avec l'annonciation du numéro et du titre de l'épisode prochain par la voix de Yuki.
L'ordre de diffusion en 2009 correspond à l'ordre chronologique de la série, alors que l'ordre de diffusion en 2006 correspond à la numérotation (de la saison 1). Cependant en se basant sur l'ordre des light novels, les Soupirs de Suzumiya Haruhi se déroulent juste avant L'Ennui de Suzumiya Haruhi. Par ailleurs, toujours en se basant sur les tomes des light novels, le film La Disparition de Haruhi Suzumiya se déroule juste avant Endless eight.
| Ordre de diffusion original (Saison 1 uniquement) | Ordre chronologique (Saison 1 uniquement) | Ordre de diffusion 2009 (Saisons 1 et 2) | Titre en français                           | Titre en japonais           | Date de diffusion 2006 | Date de diffusion 2009 |
| ------------------------------------------------- | ----------------------------------------- | ---------------------------------------- | ------------------------------------------- | --------------------------- | ---------------------- | ---------------------- |
| 2                                                 | 1                                         | 1                                        | La Mélancolie de Suzumiya Haruhi 1          | 涼宮ハルヒの憂鬱1           | 9 avril 2006           | 2 avril 2009           |
| 3                                                 | 2                                         | 2                                        | La Mélancolie de Suzumiya Haruhi 2          | 涼宮ハルヒの憂鬱2           | 16 avril 2006          | 9 avril 2009           |
| 5                                                 | 3                                         | 3                                        | La Mélancolie de Suzumiya Haruhi 3          | 涼宮ハルヒの憂鬱3           | 30 avril 2006          | 16 avril 2009          |
| 10                                                | 4                                         | 4                                        | La Mélancolie de Suzumiya Haruhi 4          | 涼宮ハルヒの憂鬱4           | 4 juin 2006            | 23 avril 2009          |
| 13                                                | 5                                         | 5                                        | La Mélancolie de Suzumiya Haruhi 5          | 涼宮ハルヒの憂鬱5           | 25 juin 2006           | 30 avril 2009          |
| 14                                                | 6                                         | 6                                        | La Mélancolie de Suzumiya Haruhi 6          | 涼宮ハルヒの憂鬱6           | 2 juillet 2006         | 7 mai 2009             |
| 4                                                 | 7                                         | 7                                        | L'Ennui de Suzumiya Haruhi                  | 涼宮ハルヒの退屈            | 23 avril 2006          | 14 mai 2009            |
|                                                   |                                           | 8                                        | Rapsodie en feuilles de bambou              | 笹の葉ラプソディ            | /                      | 21 mai 2009            |
| 7                                                 | 8                                         | 9                                        | Mysteric sign                               | ミステリックサイン          | 14 mai 2006            | 28 mai 2009            |
| 6                                                 | 9                                         | 10                                       | Syndrome d'île solitaire (1re partie)       | 孤島症候群（前編）          | 7 mai 2006             | 4 juin 2009            |
| 8                                                 | 10                                        | 11                                       | Syndrome d'île solitaire (2e partie)        | 孤島症候群（後編）          | 21 mai 2006            | 11 juin 2009           |
|                                                   |                                           | 12                                       | Endless eight                               | エンドレスエイト            | /                      | 18 juin 2009           |
|                                                   |                                           | 13                                       | Endless eight                               | エンドレスエイト            | /                      | 25 juin 2009           |
|                                                   |                                           | 14                                       | Endless eight                               | エンドレスエイト            | /                      | 2 juillet 2009         |
|                                                   |                                           | 15                                       | Endless eight                               | エンドレスエイト            | /                      | 9 juillet 2009         |
|                                                   |                                           | 16                                       | Endless eight                               | エンドレスエイト            | /                      | 16 juillet 2009        |
|                                                   |                                           | 17                                       | Endless eight                               | エンドレスエイト            | /                      | 23 juillet 2009        |
|                                                   |                                           | 18                                       | Endless eight                               | エンドレスエイト            | /                      | 30 juillet 2009        |
|                                                   |                                           | 19                                       | Endless eight                               | エンドレスエイト            | /                      | 6 août 2009            |
|                                                   |                                           | 20                                       | Les Soupirs de Suzumiya Haruhi 1            | 涼宮ハルヒの溜息1           | /                      | 13 août 2009           |
|                                                   |                                           | 21                                       | Les Soupirs de Suzumiya Haruhi 2            | 涼宮ハルヒの溜息2           | /                      | 20 août 2009           |
|                                                   |                                           | 22                                       | Les Soupirs de Suzumiya Haruhi 3            | 涼宮ハルヒの溜息3           | /                      | 27 août 2009           |
|                                                   |                                           | 23                                       | Les Soupirs de Suzumiya Haruhi 4            | 涼宮ハルヒの溜息4           | /                      | 3 septembre 2009       |
|                                                   |                                           | 24                                       | Les Soupirs de Suzumiya Haruhi 5            | 涼宮ハルヒの溜息5           | /                      | 10 septembre 2009      |
| 1                                                 | 11                                        | 25                                       | Épisode 00 : Les Aventures d'Asahina Mikuru | 朝比奈ミクルの冒険Episode00 | 2 avril 2006           | 17 septembre 2009      |
| 12                                                | 12                                        | 26                                       | Live, Alive                                 | ライブアライブ              | 18 juin 2006           | 24 septembre 2009      |
| 11                                                | 13                                        | 27                                       | Le Jour du Sagittaire                       | 射手座の日                  | 11 juin 2006           | 1er octobre 2009       |
| 9                                                 | 14                                        | 28                                       | Someday in the Rain                         | サムデイ イン ザ レイン     | 28 mai 2006            | 8 octobre 2009         |

Remarques : Les épisodes de la saison 2 sont en fait des ajouts à la saison 1, ils sont numérotés dans l'ordre chronologique mais ne se suivent pas directement, dans le tableau ci-dessus, il s'agit de ceux n'ayant été diffusés qu'en 2009.
Les épisodes 12 à 19 ont le même titre et présentent des intrigues similaires. Durant 8 épisodes, nous pensons revoir le même épisodes. Cependant, ceux-ci sont bien différents, les plans, les dialogues, les vêtements, des scènes se rajoutent, d'autres sont supprimées, et les personnages changent progressivement à travers cette boucle interminable. La répétition fait partie intégrante du scénario de cet arc de la série. On peut noter également que, au japon, la diffusion des épisodes 12 à 19 s'est déroulée pendant les vacances d'été  (milieu de l'année scolaire pour eux). Une information qui permet de mieux comprendre la conclusion de cet arc.

### Musique
| O.S.T. : Original soundtrack (l'équivalent d'une Bande Originale de Film) op : opening theme (générique de début) ed : ending theme (générique de fin) single : équivalent d'un "CD 2 titres" |

## Produits dérivés

### Jeux vidéo
De nombreux jeux vidéo sont commercialisés au Japon :
- 2008 : Suzumiya Haruhi no tomadoi, sur PlayStation 2 ;
- 2009 : Suzumiya Haruhi no gekidō, sur Wii ;
- 2009 : Suzumiya Haruhi no heiretsu, sur Wii ;
- 2009 : Suzumiya Haruhi no chokuretsu, sur Nintendo DS ;
- 2010 : Day of Sagittarius III, sur iOS ;
- 2011: Suzumiya Haruhi no tsuisō, sur PlayStation 3 et PlayStation Portable ;
- 2011 : Suzumiya Haruhi-chan no mahjong, sur PlayStation Portable.

### Édition japonaise
Kadokawa
1. 1 2  (ja) « Tome 1 »
2. 1 2  (ja) « Tome 2 »
3. 1 2  (ja) « Tome 3 »
4. 1 2  (ja) « Tome 4 »
5. 1 2  (ja) « Tome 5 »
6. 1 2  (ja) « Tome 6 »
7. 1 2  (ja) « Tome 7 »
8. 1 2  (ja) « Tome 8 »
9. 1 2  (ja) « Tome 9 »
10. 1 2  (ja) « Tome 10 »
11. 1 2  (ja) « Tome 11 »
12. 1 2  (ja) « Tome 12 »
13. 1 2  (ja) « Tome 13 »
14. 1 2  (ja) « Tome 14 »
15. 1 2  (ja) « Tome 15 »
16. 1 2  (ja) « Tome 16 »
17. 1 2  (ja) « Tome 17 »
18. 1 2  (ja) « Tome 18 »
19. 1 2  (ja) « Tome 19 »
20. 1 2  (ja) « Tome 20 »

### Édition française
Pika
1. 1 2  (fr) « Tome 1 »
2. 1 2  (fr) « Tome 2 »
3. 1 2  (fr) « Tome 3 »
4. 1 2  (fr) « Tome 4 »
5. 1 2  (fr) « Tome 5 »
6. 1 2  (fr) « Tome 6 »
7. 1 2  (fr) « Tome 7 »
8. 1 2  (fr) « Tome 8 »
9. 1 2  (fr) « Tome 9 »
10. 1 2  (fr) « Tome 10 »
11. 1 2  (fr) « Tome 11 »
12. 1 2  (fr) « Tome 12 »
13. 1 2  (fr) « Tome 13 »
14. 1 2  (fr) « Tome 14 »
15. 1 2  (fr) « Tome 15 »
16. 1 2  (fr) « Tome 16 »
17. 1 2  (fr) « Tome 17 »
18. 1 2  (fr) « Tome 18 »
19. 1 2  (fr) « Tome 19 »
20. 1 2  (fr) « Tome 20 »